# Emanuela Fallini
Emanuela Fallini (Novi Ligure, 18 agosto 1940) è un'attrice e doppiatrice italiana. Attiva sia in cinema sia in teatro, è madre dell'ex-doppiatore Federico Fallini.

## Biografia
Inizia la sua carriera come attrice teatrale presso varie compagnie, nel 1962 è nel cast del Piccolo Teatro di Milano, nell'Anitra selvatica, diretta da Orazio Costa, nello stesso periodo inizia la sua attività nel campo del doppiaggio a Roma.
Dal 1962, inizia la sua collaborazione con la Rai accanto a Cino Tortorella nel Mago Zurlì poi sia nella prosa televisiva,  negli sceneggiati del periodo, sia nella prosa e nei varietà radiofonici.

## Teatro
- L'anitra selvatica, di Henrik Ibsen, regia di Orazio Costa, prima al Piccolo Teatro di Milano il 14 gennaio 1963.

## Prosa televisiva Rai
- Le avventure di Pinocchio, di Collodi, regia di Enrico D'Alessandro, trasmessa il 8 gennaio 1959.
- Il principe fantasioso, di Bruno Paltrinieri, regia di Maria Maddalena Yon, trasmessa il 13 gennaio 1961.
- I due timidi, di E. Labiche, regia di Giuliana Berlinguer, trasmessa il 22 agosto 1963
- L'uomo, di Mel Dinelli, regia di Vittorio Cottafavi, trasmessa il 10 giugno 1964.
- Che disgrazia l'ingegno, regia di Guglielmo Morandi, trasmessa il 24 luglio 1966.
- La potenza delle tenebre, di Lev Tolstoj, regia di Vittorio Cottafavi, trasmessa il 29 gennaio 1965.
- Assassinio nella Cattedrale, di Thomas Stearns Eliot, regia di Orazio Costa, trasmessa l'8 aprile 1966.
- La pelliccia di castoro, regia di Claudio Fino, trasmessa il 3 giugno 1966.
- Il litigio, regia di Claudio Fino, trasmessa il 5 agosto 1966.
- Un cadavere a zonzo, regia di Giuseppe Di Martino, trasmessa il 7 maggio 1967.
- Il galantuomo per transizione, di Giovanni Giraud, regia di Carlo Lodovici, trasmessa il 13 luglio 1973.
- Anfitrione, di Plauto, regia di Vittorio Sindoni, trasmessa il 18 luglio 1975.

## Serie televisive
- Stasera Fernandel, episodio: Terrore al castello, regia di Camillo Mastrocinque (1968)

## Varietà radiofonici Rai
- Buonanotte fantasma, Rivistina notturna di Lydia Faller e Silvano Nelli, con Renzo Montagnani, Emanuela Fallini, Elena Faller, regia di Raffaele Meloni 1973.

## Filmografia
- Puro siccome un angelo papà mi fece monaco... di Monza, regia di Giovanni Grimaldi (1969)
- I due maggiolini più matti del mondo, regai di Giuseppe Orlandini (1970)
- Equinozio, regia di Maurizio Ponzi (1971)
- Alfredo Alfredo, regia di Pietro Germi (1972)
- Continuavano a chiamarli... er più e er meno, regia di Giuseppe Orlandini (1972)
- La scalata, regia di Vittorio Sindoni - miniserie TV (1993)

## Doppiaggio

### Film
- Zeynep Değirmencioğlu in La meravigliosa favola di Biancaneve
- Sylvia Kristel in Emmanuelle
- Lee Patrick ne Il mistero del falco (ridoppiaggio)
- Gaby Rodgers in Un bacio e una pistola (ridoppiaggio)
- Candy Clark in American Graffiti

### Cartoni animati
- P.J. in Capitan Zeta
- Daphne Blake (1^ voce) in Scooby-Doo! Dove sei tu?
- Rosemary in La furia di Hong Kong
- Peggy in Pandamonium
- Kim in Attenti a Luni
- Suor Margareth in Candy Candy
- Afrodite in C'era una volta... Pollon
- Anazono Kaide in Lalabel
- Kylia e Saturno (1^ voce) in Bia, la sfida della magia
- Madre di Jenny in Jenny, Jenny
- Fiene e Marlin in La spada di King Arthur
- Trissi in Superauto Mach 5
- Midori Ariyoshi in Uomo Tigre II
- Esterina Essenbach in Gundam
- Miss Dronio (1^ voce) in Yattaman
- Sis in Carletto il principe dei mostri

### Serie televisive
- Rosemary Forsyth in La signora in giallo (Andrea Jeffreys Reed, ep. 1, 14)[2]

### Telenovelas
- Glória Pires in Dancin' Days
- Terezinha Sodré in Destini
- Olga Rojas in Leonela